# Francis Cheynell
Francis Cheynell (Oxford, 1608 – Preston, 1665) è stato un religioso e scrittore inglese, aderente al sistema presbiteriano, fu membro dell'Assemblea di Westminster ed autore di quello che è considerata la prima opera letteraria di genere fantastico, pubblicata nel 1644 dal titolo Aulicus.

## Biografia
Figlio di un medico di Oxford, John Cheynell, divenne orfano di padre molto giovane, e riuscì ad entrare al Merton College nel 1623, grazie all'impegno di sua madre, che aveva rapporti di amicizia con l'allora rettore del College, Nathaniel Brent. Il 1º febbraio 1627 ottenne il suo baccalaureato al Balliol College e nel 1629 divenne fellow del Merton College, e il 1º luglio 1633 vi conseguì il Master of Arts. Nel 1634 rifiutò l'offerta di un incarico come vicario da parte di suo zio, Sir Gervase Clifton, I baronetto, preferendo restare ad Oxford. Il giovane Cheynell continuò ad avere una fitta corrispondenza con suo zio, dalla quale si evince la sua posizione di emarginato all'interno degli ambienti accademici di Oxford, a causa della sua avversione contro le dottrine arminiama e sociniana e della sua insistenza nel voler trattare polemicamente sul tema della predestinazione, contrariamente alle precise ingiunzioni in merito da parte della corona. A tal proposito nelle sue lettere narra l'incidente della visita di re Carlo I nel 1636, durante la quale, a causa della sua cattiva fama, fu privato della sua biblioteca personale.

Il 28 ottobre 1637 venne nominato vicario di Marston St. Lawrence, nel Northamptonshire, ma, su sua richiesta, il 18 novembre ottenne la licenza di assentarsi per tre anni al fine di continuare la sua permanenza al Merton College ed ottenervi il Bachelor of Divinity. Tuttavia questo titolo non gli venne mai concesso per la sua aperta inimicizia nei confronti dell'apparato ecclesiastico dell'episcopato anglicano e della sua liturgia. Il rifiuto di concedergli il Bachelor of Divinity venne infatti motivato per la sua continua critica serrata contro la dottrina di Arminio e per il suo ostentato rifiuto di inchinarsi davanti all'altare, accuse queste mosse dal giurista Sir John Lambe, vicino al tentativo di riforma ecclesiastica voluta dall'Arcivescovo di Canterbury William Laud. In base a queste motivazioni, Lambe, che all'epoca ricopriva la carica di Dean of Arches, destituì Cheynell dell'incarico di ministro della fede a Peterborough, che aveva ottenuto nel marzo del 1638.

## L'adesione al Puritanesimo e la Guerra civile inglese
Nel 1640 ottenne l'incarico di vicario di Banbury, nell'Oxfordshire, dove continuò a predicare e scrivere in aperta disputa contro l'Arcivescovo Laud, e probabilmente per questo motivo la sua supplica presentata nel dicembre del 1641 affinché gli fosse concesso il bachelor of Divinity venne nuovamente rifiutata. In quello stesso anno Cheynell professò apertamente la sua adesione al presbiterianesimo attaccando le liturgie ed il cerimoniale episcopali, e maturando infine una decisa simpatia per i Puritani. Allo scoppio della Rivoluzione inglese, Cheynell si schierò a fianco della fazione parlamentare, e grazie alla parte attiva che ebbe per la loro causa, venne nominato tra i rappresentanti dei ministri del culto all'interno dell'Assemblea di Westminster il 5 aprile 1642. La sua appartenenza alla fazione parlamentare e la sua veemenza nelle diatribe religiose gli provocarono non pochi problemi, anche di sicurezza personale. La sua stessa dimora, non molto lontana da un accampamento realista, venne assalita e saccheggiata dai soldati e lo stesso Cheynell venne fisicamente minacciato, al punto da indurlo a trasferirsi in un piccolo villaggio del Sussex.
Nel 1643 venne invitato per tre volte a predicare in seno al Parlamento in occasione del loro digiuno solenne, incitando nei suoi sermoni i membri della Camera dei Comuni ad una maggiore severità e fermezza nell'applicazione della riforma religiosa. Il teologo Richard Baxter nelle sue memorie definisce Cheynell uno dei dottori della fede maggiormente rigidi nella loro ortodossia all'interno della compagine presbiteriana. Cheynell era noto per essere molto ferrato e documentato sugli argomenti che trattava, soprattutto in merito all'importanza della Trinità. In questo periodo un suo acerrimo avversario fu il teologo William Chillingworth, promotore della dottrina sociniana. Il destino volle che Cheynell, in qualità di cappellano militare al seguito prima del reggimento del colonnello Anthony Stapley tra il 1643 ed il 1644, si trovò ad assistere sul letto di morte lo stesso Chillingworth, fatto prigioniero dai soldati del generale puritano William Waller e condotto a Chichester. Cheynell e Chillingworth continuarono a dibattere strenuamente fino alla morte di quest'ultimo, e Cheynell, contro il parere di tutti gli altri puritani presenti, si adoperò affinché il suo avversario avesse degna sepoltura secondo i canoni cristiani, ma durante la cerimonia funebre non mancò occasione di rinnegare con sprezzo la dottrina del suo avversario gettandone nella tomba una copia del suo scritto The Religion of Protestants, affinché "l'eresia marcisse con l'eretico".
Nel 1644, sempre in qualità di cappellano militare, fu al seguito del conte di Essex durante la sua campagna in Cornovaglia, dando prova anche di considerevoli abilità e doti tattiche, al punto da essere consultato dai comandanti militari della spedizione.
Come riconoscimento dei servizi prestati, il Parlamento gli assegnò il ricco vicariato di Petworth, nel Sussex, dove il 19 settembre 1644, nel piccolo villaggio di Preston, sposò Grace Seaman.

## Lapurgaall'interno dell'Università di Oxford
Quando nel 1646, a seguito della vittoria nell'assedio di Oxford, il Parlamento prese possesso dell'Università e decise di attuarne una vera e propria purga sia politica che religiosa, Cheynell venne scelto come uno dei principali responsabili in ambito religioso con lo scopo di far penetrare il credo puritano in tutte le realtà di questa istituzione. Cheynell venne nominato visitor, ovvero responsabile di preparare l'università oxoniense a conformarsi ai dettami religiosi stabiliti dal Parlamento puritano. Fra le attività di Cheynell la più originale fu quella di istituire degli incontri periodici per discutere i singoli casi di coscienza, con lo scopo di liberare gli individui dai loro scrupoli, che venne definita ironicamente "la bottega degli scrupoli". Questa istituzione fu oggetto di diatriba con gli Indipendenti, molto presenti soprattutto all'interno dell'esercito parlamentare, la New Model Army. Dal momento che gli indipendenti ripudiavano qualsiasi forma di sacerdozio o di autorità ecclesiastica, essi non tolleravano l'idea che un individuo fosse incaricato per autorità a confessarne un altro, sostenendo che fosse appannaggio di qualsiasi cristiano devoto. Per questo motivo i soldati della New Model Army non si facevano scrupolo di entrare nelle chiese e anche nelle Università, e quindi anche ad Oxford, per contestare quello che loro consideravano l'abuso che i ministri indicati dal Parlamento, primo fra tutti Cheynell, praticavano nella "bottega degli scrupoli". Il principale rappresentante per conto degli Indipendenti fu il seeker William Erbury. Cheynell, al cospetto di molti soldati puritani, tenne nel 1646 diverse dispute pubbliche con Erbury, anche sul tema dello Spirito Santo e della grazia, che trascrisse e pubblicò nel trattato Truth triumphing over errour and heresie. Or, A relation of a publike disputation at Oxford in S. Maries Church on Munday last, Jan. 11. 1646: between Master Cheynell, a member of the Assembly and Master Erbury, the Seeker and Socinian.

Un altro avversario di Cheynell nella sua qualità di visitor fu il professore e predicatore del Christ Church Henry Hammond, di fede realista e autore del Practical Catechism, che nei suoi sermoni e nei suoi trattati si dimostrò contrario alla dottrina della predestinazione per fede. Nel trattato he sworne confederacy between the convocation at Oxford, and the tower of London del 1647, egli si scagliò contro i più eminenti docenti di Oxford di fede realista e appartenenti alla chiesa agnlicana, in particolare contro l'arcivescovo di Canterbury Gilbert Sheldon, allora Clerk of the Closet ad Oxford, e Samuel Fell, eminente accademico, vice-Cancelliere dell'Università di Oxford e preside del Christ Church.

Nonostante i sermoni e le altre attività degli inviati parlamentari, i professori dei college di Oxford mantennero le loro convinzioni politiche e religiose. Fu per questo motivo che il Parlamento decise con una ordinanza, di attribuire ai visitors nuovi poteri, soprattutto quello di indagare nella vita e nella condotta di tutti gli insegnanti e di accertarne la conformità ai dettami religiosi e la loro fedeltà politica al Parlamento. Per questo scopo, il 1º maggio 1647 Cheynell venne nuovamente nominato nella schiera dei visitors. Il colpo finale alla resistenza del mondo accademico di Oxford fu dato dalla decisione del Parlamento di eleggere il conte di Pembroke nella primavera del 1648 come nuovo Cancelliere di Oxford, a capo di un corpo di un centinaio di soldati a cavallo che penetrarono con la forza arrestando chiunque si opponesse al nuovo corso voluto dai Puritani. Cheynell partecipò personalmente alla cerimonia di insediamento di Pembroke, consegnando nelle sue mani i sigilli dell'ateneo.

Come ricompensa dei suoi servigi di fervido ispettore nella lotta all'eresia nel mondo accademico, Cheynell fu premiato con la nomina a rettore del St John's College, ma soprattutto con il conseguimento del tanto agognato Bachelor of Divinity il 12 aprile 1648, al quale seguì rapidamente il titolo di Doctor of Divinity il 24 luglio 1649, mentre il 4 agosto 1647 venne nominato professore di teologia al Lady Margaret Hall. Ormai dotato di estremo potere decisionale all'interno del mondo accademico di Oxford, Cheynell si adoperò affinché chiunque dimostrasse il benché minimo indizio di non conformità religiosa e di avversione politica al Parlamento venisse destituito e sostituito con persone a lui fidate, guadagnandosi l'appellativo di "arch-visitor".

## I trattati contro la dottrina sociniana
Nel 1649 il Parlamento gli affidò il compito di scrivere un trattato che refutasse la negazione della dottrina sociniana della Trinità, il cui risultato fu The Rise, Growth and Danger of Socinianisme, nel quale egli individuava la nascita della dottrina sociniana in Italia ed in Polonia, ma avvertiva sui pericoli della sua penetrazione in territorio inglese. In quest'opera Cheynell riuscì a riflettere le tendenze "conservatrici" del Parlamento puritano, sospettose di qualsiasi nuova tendenza religiosa che potesse minare o indebolire la già precaria e confusa situazione politica ma anche dottrinale dell'epoca. Nel 1650 lo stesso Parlamento designò Cheynell a scrivere un secondo trattato per confutare la negazione sociniana della Trinità, con particolare riguardo all'episodio di John Fry, il parlamentare espulso dalla Camera dei Comuni per aver pubblicamente confessato la propria adesione alla dottrina sociniana. Il risultato fu il trattato The Divine Triunity of the Father, Son and Holy Spirit, nel quale Cheynell esamina il significato di persona all'interno della dottrina cristiana, sostenendo che essa non possa essere applicata con lo stesso significato a Dio, agli uomini ed agli angeli. Cheynell cercò di dimostrare come la centralità della dottrina della Trinità fosse fondamentale per la dottrina cristiana e che le Sacre Scritture non potessero essere comprese senza utilizzare questo concetto come sua chiave di lettura; per questo motivo chiunque ne mettesse in discussione la validità doveva essere perseguito sia dallo Stato che dalla Chiesa.

## L'abbandono della vita accademica ed il ritiro
Nel 1650, quando il Parlamento impose a tutti i professori universitari ed a tutti i ministri della fede di firmare la loro adesione (engagement) al nuovo ordine costituito, Cheynell rifiutò di conformarsi e fu costretto a rassegnare le proprie dimissioni dal suo incarico accademico e dal suo ruolo di rettore del St John's College, ritirandosi nella sua parrocchia di Petworth. Tra il 1655 ed il 1658 mantenne un fitto epistolario con l'allora Segretario del Consiglio Privato John Thurloe, manifestando una crescente preoccupazione per una imminente invasione straniera e chiedendo per questo una maggiore presenza militare nella regione. In realtà, probabilmente, aveva ormai preso il sopravvento una probabile malattia mentale della quale probabilmente era afflitto, prendendo spunto dagli indizi presenti nelle testimonianze dirette dei suoi contemporanei. Subito dopo l'avvento della Restaurazione, Cheynell venne espulso dal suo rettorato di Petworth e si stabilì a Preston, il villaggio natale di sua moglie dove quest'ultima possedeva delle proprietà. Vi morì nel 1665 lasciando la moglie e cinque figli, e venne sepolto nella navata della chiesa locale. 

## Opere
- Sions Memento and Gods Alarum (1643)
- The Rise, Growth, and Danger of Socinianisme (1643)
- Aulicus his Dream, of the King's Sudden Coming to London (1644)
- Chillingworthi Novissima (1644)
- The Man of Honor described. Sermon to the House of Lords (1645)
- Truth triumphing over errour and heresie. Or, A relation of a publike disputation at Oxford in S. Maries Church on Munday last, Jan. 11. 1646: between Master Cheynell, a member of the Assembly and Master Erbury, the Seeker and Socinian (1646)
- An account given to the Parliament by the ministers sent by them to Oxford (1647)
- The sworne confederacy between the convocation at Oxford, and the tower of London (1647)
- The Divine Trinunity of the Father, Son, and Holy Spirit (1650)